# Vossenhus

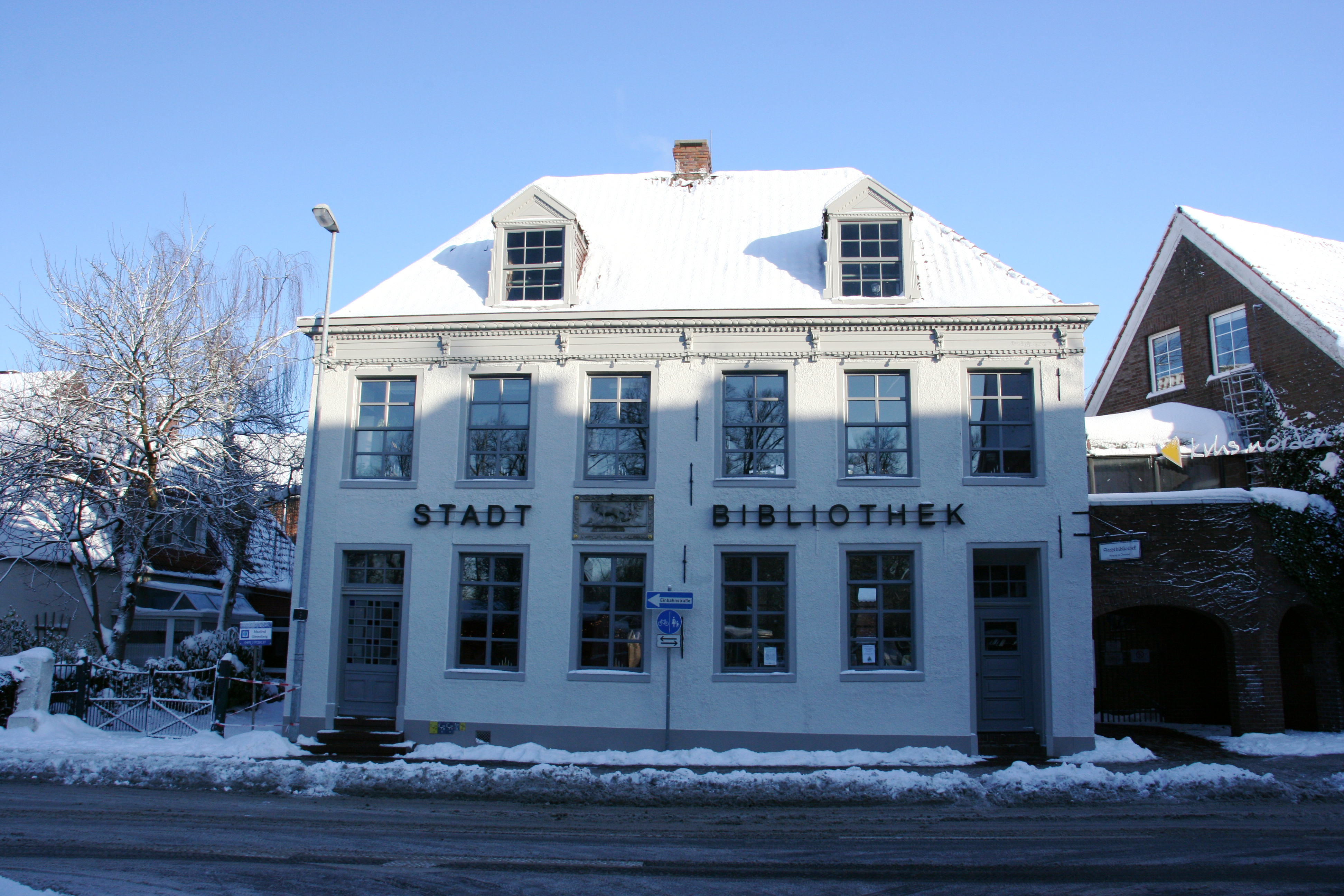
Das Vossenhus

Das Vossenhus ist ein denkmalgeschütztes Gebäude in der ostfriesischen Kleinstadt Norden (Landkreis Aurich, Niedersachsen). Es hat die Adresse Am Markt 8. Seit 1983 nutzt die Stadtbibliothek das Gebäude.

## Beschreibung
Das zum Markt traufenständige Gebäude besteht im Kern in der nördlichen (linken) Gebäudehälfte aus einem Steinhaus des frühen 16. Jahrhunderts. Dieser Ursprungsbau war giebelständig zum Markt hin ausgerichtet, hatte eine Breite von 7,2 Metern und eine Länge von 18 Metern.
Das Mauerwerk besteht aus Backsteinen im Klosterformat. Darunter befinden sich etliche in den Farben Ocker, Grün und Schwarz glasierte Backsteine, von denen die schwarzen zur Erbauungszeit so vermauert wurden, dass sie Rautenmuster bildeten, die sich vom umgebenden Mauerwerk in ocker-grün deutlich abhoben. Die Steine wurden mit Lehm gemauert und mit Muschelkalk verfugt.
Deckenbalken und Dielen sind aus Eichenholz. Das Walmdach wird von einem liegenden Dachstuhl getragen, der ebenfalls aus Eichenholz besteht. Er ist bis heute im Originalzustand erhalten.
Auf der marktzugewandten Seite befindet sich im linken mittleren Bereich zwischen zwei Fenstern eine Sandstein-Tafel, auf der das Relief eines von Reben umrankten Fuchses zu sehen ist. Darunter stehen die Worte Gasthoff im Weinberge von Voss.
Die Fenster an der Süd- und Nordseite sind halbachsig. Sie verfügten einst im unteren Bereich über verschließbare Holzluken, während der obere Teil bleiverglast war. Eine ähnliche Konstruktion findet sich im benachbarten und in der gleichen Zeit erbauten Haus Vienna. An der Traufseite blieb eine Dachluke mit einer Winde erhalten, mittels der einst Lasten auf den Dachboden befördert wurden.

## Geschichte
Es ist unbekannt, wann das Gebäude erbaut wurde. Frühester bekannter Besitzer war laut einer Urkunde aus dem Jahre 1606 der spätere Drost der Friedeburg, Ulrich Harringa oder Hayo Beners. Beide Angaben stammen von Eberhard Pühl, der sich intensiv mit der Geschichte des Hauses auseinandergesetzt hat. Auf der Internetseite der Stadtbibliothek Norden nennt Pühl den „Drost Ulrich Harringa, der im 16. Jahrhundert lebte“ als frühesten Eigentümer und dessen Schwager und Bürgermeister Otto Loringa im Jahre 1605 als Folgebesitzer, in seinem 2007 erschienenen Werk Alte Backsteinhäuser in Ostfriesland und im Jeverland. heißt es dagegen, der älteste bekannte Besitzer sei der 1606 genannte Hayo Beners.
Im Jahre 1616 war das Haus laut einer Steuerliste  Eigentum von Jobst Warner. Jobst war der erste einer langen Reihe von Landrentmeistern der Ostfriesischen Stände. Wie das Haus in seinen Besitz gelangte, ist unbekannt. Er veräußerte das Haus bereits 1632 wieder an einen unbekannten Käufer.
Die Weinhändlerfamilie Voss, von der das Haus seinen Namen hat, erwarb das Haus im frühen 18. Jahrhundert. Ein Spross der Familie, Lambert Voss, richtete dort im Jahre 1781 einen vermutlich bis 1871 bestehenden Gasthof ein. Lambert ließ auch die Sandsteintafel mit dem Fuchs an dem Gebäude anbringen.
Im Jahre 1870 verkaufte die Familie das Anwesen an den Konditormeister Thomas Jodokus Heddinga, dessen Familie dort bis 1934 eine Schokoladen-, Marzipan- und Bonbon-Fabrik betrieb. Anschließend war das Gebäude bis 1972 Sitz der Landhandelsfirma Mennenga & Poppinga. Danach war das Gebäude derart heruntergekommen, dass im Jahre 1974 der Abriss drohte. Nur der Initiative einiger Freiwilliger ist es zu verdanken, dass das Haus gerettet werden konnte. Sie führten wichtige Maßnahmen zur Sicherung des Gebäudes durch. Die Stadt Norden ließ es schließlich von 1980 bis Dezember 1982 durch ein Architekturbüro aus dem benachbarten Berum zur Stadtbibliothek umbauen, die dort seit 1983 ihren Sitz hat.